# Keytar

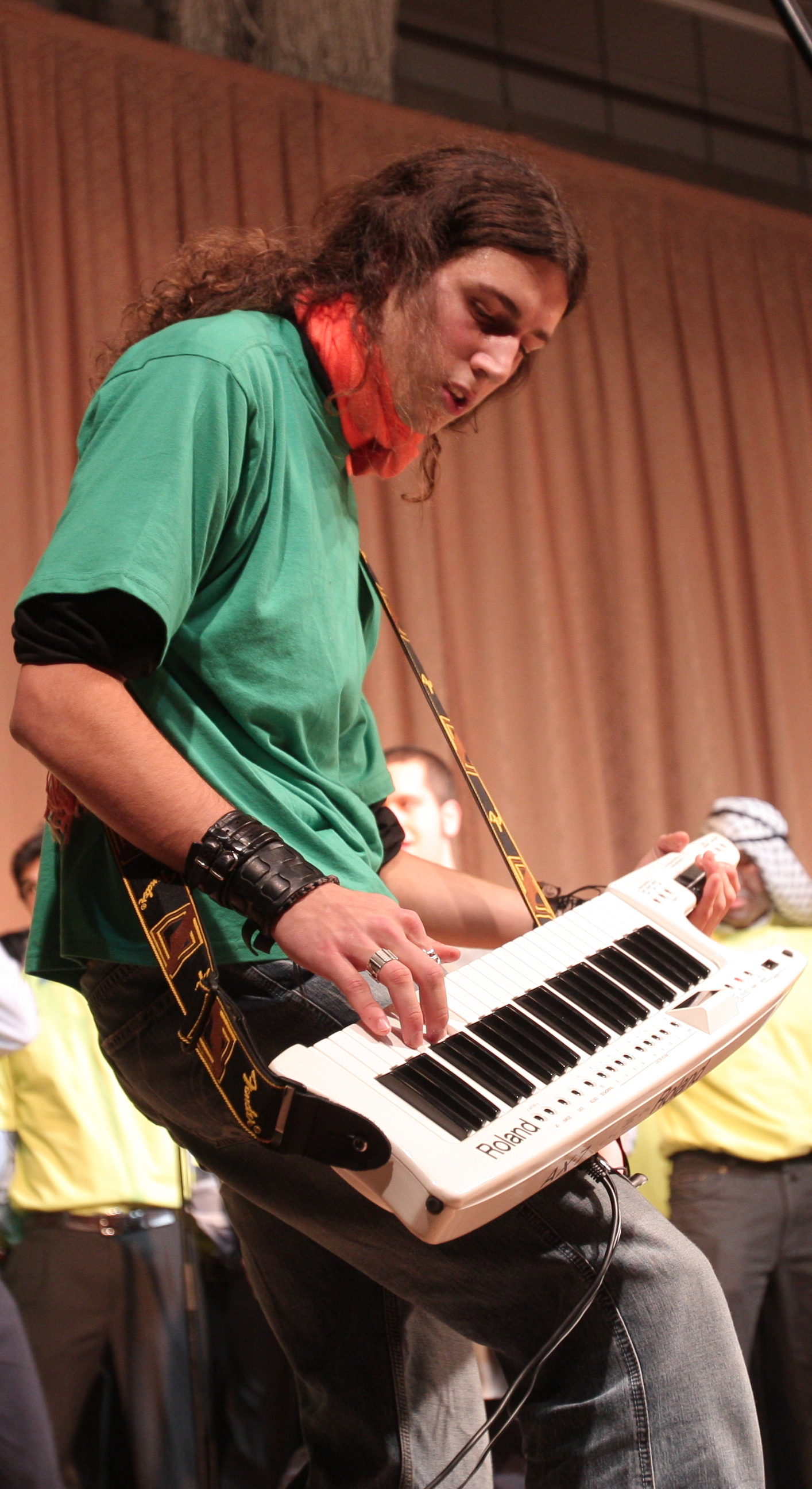
Tecladista tocando el Roland AX-7 Keytar.

Un keytar (del inglés keyboard y guitar, teclado y guitarra respectivamente) es un teclado o sintetizador relativamente ligero que se adapta a una correa alrededor del cuello y los hombros, de forma similar a una guitarra. El keytar permitirá a un tecladista un mayor rango de movimiento en comparación con los teclados convencionales, que se tocan de pie en un sitio fijo. El instrumento tiene un teclado musical para producir las notas y los sonidos, controles para cambiar de tono, producir vibrato, pitch (que simula el efecto de bending de la guitarra, etc.). 

## Historia

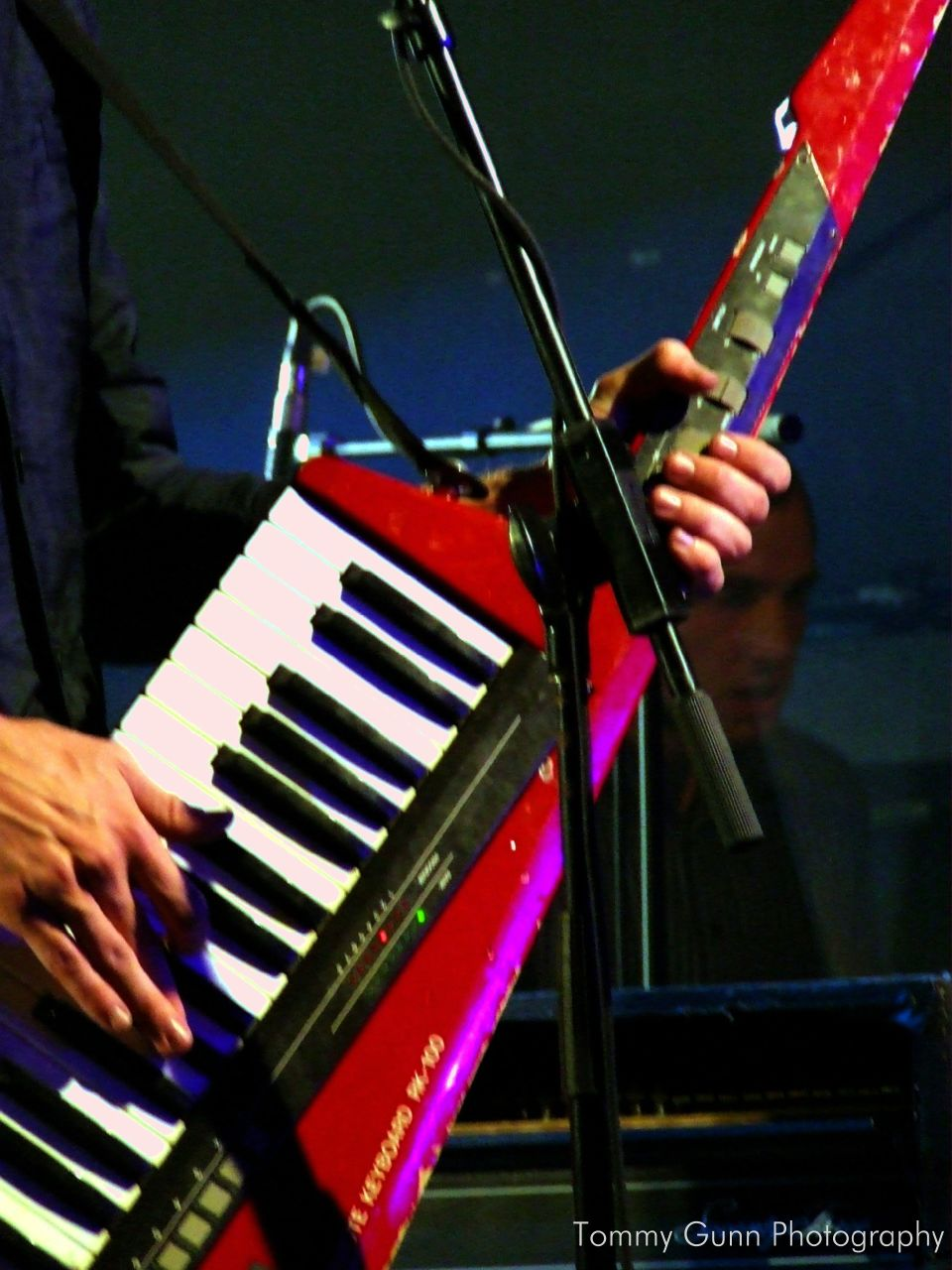
Un keytar KORG RK-100.

El keytar fue desarrollado por Steve Masakowski, y comercialmente se introdujo en 1980 como el Moog de Liberación. Los primeros músicos en utilizarlo fueron Tom Schuman (tecladista de la banda Spyro) y el tecladista de la banda de Devo. El primer uso de la expresión "keytar" fue 1980 en una entrevista con Jeffrey Abbott por Tom Lounges de la revista Illianabeat (ahora Midwest Beat Magazine). La keytar se hizo popular en la década de 1980 con las bandas de glam metal, así como aquellas de synth pop y new wave. Poco después, su uso disminuyó notablemente.

## Tipos

### Años 1980
El Moog de Liberación fue lanzado en 1980 por Moog Music. Incluyendo dos modelos monofónicos VCOs y polifónicos que podían tocar sonidos como órganos. En el mástil había controles de modulación y volumen, pitch bend.
El Roland SH-101 es un sintetizador analógico pequeño, de 32 teclas, monofónico de la década de 1980. Tiene un oscilador con dos formas de onda, una "divisor de octavas" sub-oscilador, y un low-pass filter/VCF capaz de generar self oscillation. En la empuñadura una pequeña rueda de pitch bend y un modulador de tono.
El Yamaha SHS-10, desarrollado a partir de finales de los 80s tiene un teclado pequeño con 32 mini-teclas. Posee síntesis por modulación de frecuencia (generalmente conocido como Frecuencia Modulada o FM). Ofrece 25 sonidos diferentes. Entre los sonidos integrados se incluyen una gama de instrumentos de teclado (órgano de tubos, piano, piano eléctrico, etc.); cuerdas (violín, guitarra, contrabajo, etc.), y de viento y metales (clarinete, flauta, trompeta, etc.).

### Años 1990 a años 2000

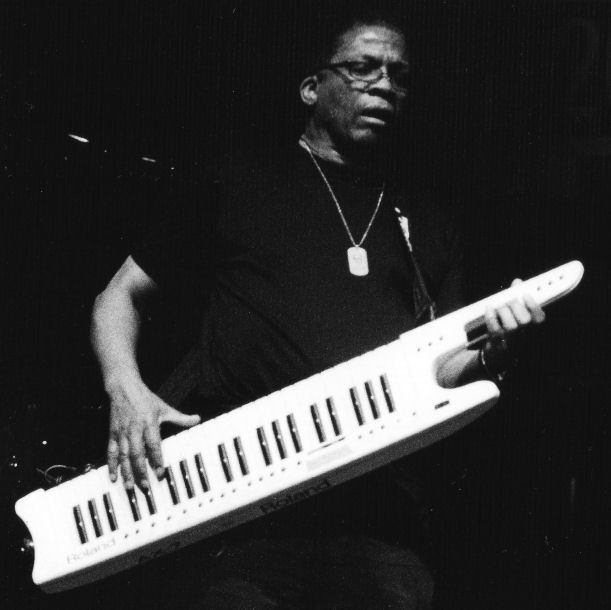
Herbie Hancock tocando un Keytar.

El Roland AX-7, que se fabricó desde 2001 hasta 2007, tiene muchas características más avanzadas que las keytars más tempranas. Dispone de 45 teclas (sin aftertouch), y una pantalla de LED, así como varias características, como un pitch bend, touchpad y control de volumen, todo en la parte superior del cuello del instrumento. También hay una propiedad "D-Beam" de interfaz, compuesto por sensores infrarrojos que detectan movimiento. Esta interfaz puede ser utilizada para activar y controlar los efectos.
En agosto de 2009 Roland lanzó el Roland AX-Synth. Un modelo de keytar que contiene sus propios sonidos de sintetizador, además de ser un controlador MIDI.

## Instrumentos relacionados
Mientras que algunos juguetes para niños de bajo costo son fabricados con misma forma que una keytar, y comercializados con el nombre de keytar; estos juguetes tienen capacidades muy limitadas. Por lo general solo se puede realizar una nota a la vez (monofónico), o en algunos casos, de dos notas, polifonía. Modelos profesionales en cambio, permiten que el artista intérprete o ejecutante pueda tocar varias notas a la vez (a excepción de los instrumentos más antiguos como los antes mencionados Moog o el Roland SH-101). Además, la calidad del sonido de estos juguetes suele ser muy rudimentario.
Vinson Williams desarrolló dos instrumentos que él llama Keytars, el V keytar-1 (con 12 cuerdas y 12-notas de teclado) y el V keytar-2 (con 24 cuerdas y 24-notas de teclado). A diferencia de los sintetizadores Moog basados en la liberación y los keytars de Yamaha y Roland que descienden de ésta. La keytar de William, combina un cuerpo de guitarra con cuerdas de metal y un teclado de piano.

## Popularidad
Los Keytars alcanzaron su mayor popularidad en la década de 1980 cuando eran muy asociados al movimiento new wave. Se puede apreciar el uso de keytars en el Bad World Tour de Michael Jackson desde 1987 hasta 1989. Más adelante en la década del 2000, volvieron a estar muy de moda.

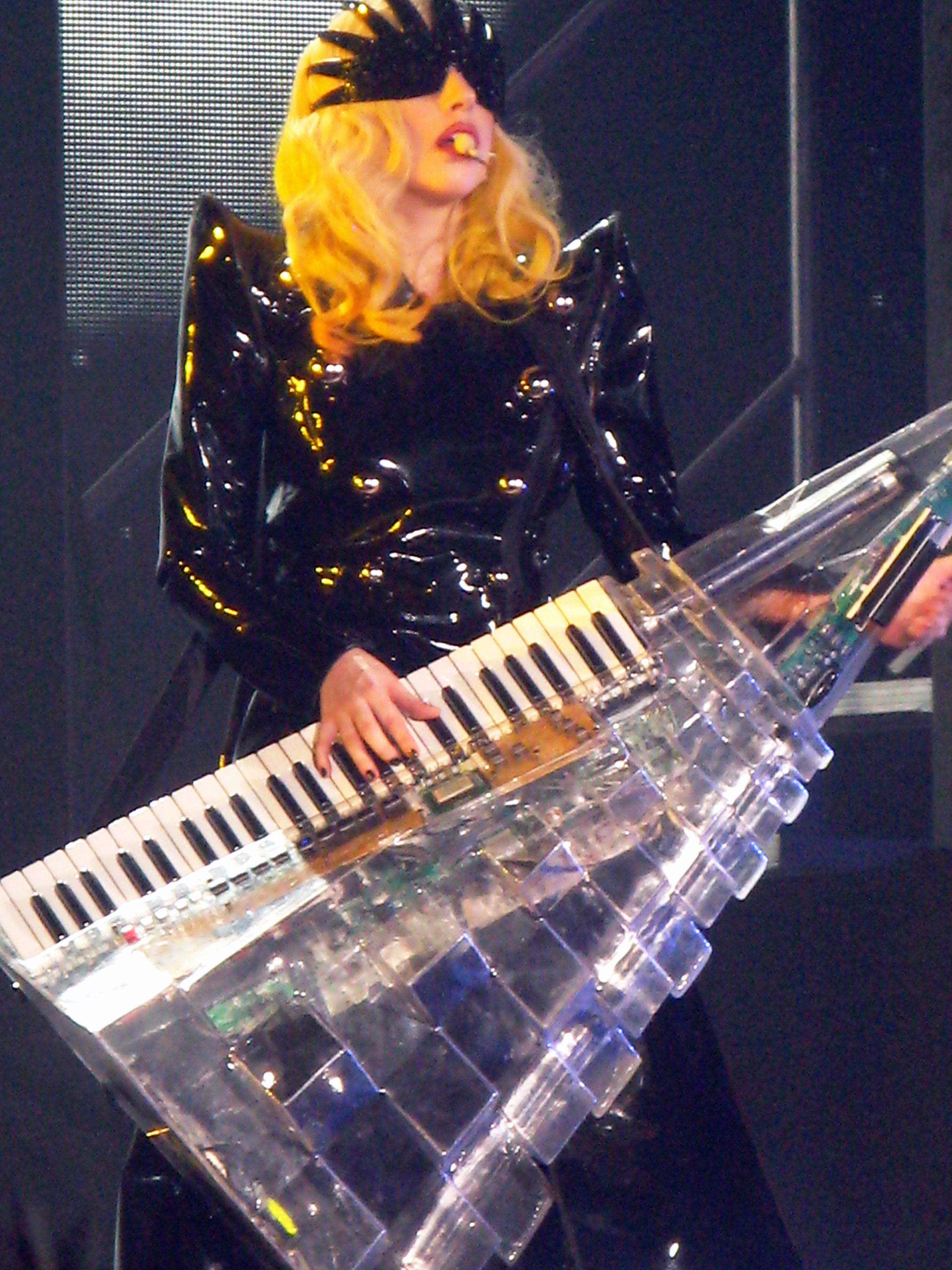
Lady Gaga tocando "Money Honey" en el The Monster Ball Tour.

Con el renacimiento del synth pop de finales del 2000, los keytars demostraron un resurgimiento leve, que se aprecia en bandas como Showbread, Cobra Starship, Lights, Mute Math, Freezepop, y Family Force 5, así como en el power metal con el grupo Sonata Arctica donde Henrik Klingenberg combina el uso de una keytar y un teclado convencional. El vocalista de la banda de folk metal, Alestorm también usa una keytar en todo momento en el escenario. El músico de Country, Travis Adkinson, a menudo ejecuta una keytar en el escenario. Matt Bellamy, el vocalista y guitarrista y pianista de la banda de rock del Reino Unido Muse, usa una keytar personalizada, que se puede ver en el video de su canción Undisclosed Desires. El tecladista de la banda de metal progresivo, Dream Theater, Jordan Rudess usó una keytar personalizada llamada "The Zen Riffer" en 2008 para apariciones en vivo. El vocalista de la banda Twenty One Pilots solía usar una keytar para sus conciertos en vivo. La excéntrica artista Lady Gaga ha ejecutado una keytar en repetidas veces, incluida también en su gira The Fame Ball Tour y en su secuela, el The Monster Ball Tour, repitiéndolo en el The Born This Way Ball Tour en el Artrave: The Artpop Ball Tour y en el Joanne World Tour (se ha vuelto un clásico de la artista). En el grupo estadounidense Cobra Starship, Victoria Asher ejecuta una keytar y es uno de los instrumentos más típicos de la banda. En el Cono Sur de Sudamérica, especialmente en Argentina, es apreciable la popularidad de la mayormente controvertida cumbia villera, que toma como símbolo distintivo de su subgénero el uso de la keytar, que forma la base de la mayoría de sus composiciones. La tríada de los grupos clásicos han usado este instrumento: Pibes Chorros, Damas Gratis y Yerba Brava, a pesar del paso del tiempo y la evolución del género estos siguen manteniendo la keytar como centro de su música. Continuando en Argentina, también fue utilizado por el grupo Tan Bionica, en su gira "La última noche mágica".
Es también apreciable el sonido keytar en el videojuego Mother 3. Este es representado por un ataque que hace Lucas.